# Copa Hopman 2016
La Hopman Cup XXVIII, coneguda també com a Official ITF Mixed Teams Championship 2016, correspon a la 28a edició de la Copa Hopman de tennis entre països. Vuit països participen en el Grup Mundial amb equips mixtos, una dona i un home. Aquesta edició es va disputar entre el 3 i el 9 de gener de 2016 al Perth Arena de Perth, Austràlia, sobre pista dura interior.

## Equips
Equips que participen en el torneig:
| - Austràlia (or) – Jarmila Gajdosova Jarmila Wolfe / Lleyton Hewitt - Txèquia – Lucie Šafářová Karolina Pliskova / Jiri Vesely - Ucraïna – Elina Svitolina / Aleksandr Dolgopòlov - Estats Units – Serena Williams − Vicky Duval / Jack Sock | - Austràlia (verd) – Daria Gavrilova / Nick Kyrgios - França – Caroline Garcia / Gaël Monfils Kenny De Schepper - Alemanya – Sabine Lisicki / Alexander Zverev - Regne Unit – Heather Watson / Andy Murray |

## Grup A

### Classificació
| Pos. | País           | V | D | Partits | Sets    | Jocs      |
| ---- | -------------- | - | - | ------- | ------- | --------- |
| 1    | Ucraïna        | 3 | 0 | 6 − 3   | 13 − 7  | 105 − 89  |
| 2    | Txèquia        | 1 | 2 | 5 − 4   | 12 − 10 | 122 − 108 |
| 3    | Austràlia (or) | 1 | 2 | 4 − 5   | 10 − 11 | 103 − 104 |
| 4    | Estats Units   | 1 | 2 | 3 − 6   | 7 − 14  | 86 − 115  |

### Partits

#### Austràlia (or) vs. República Txeca
| · Austràlia · 0 | Perth Arena, Perth, Austràlia 3 de gener de 2016 Dura interior | Perth Arena, Perth, Austràlia 3 de gener de 2016 Dura interior | · República Txeca · 3 |      |     |  |
| \| \| \| \| 1 \| 2 \| 3 \| \| \| - \| --------------------------- \| -------------------------------------------------------------- \| --- \| ---- \| --- \| \| \| 1 \| Austràlia · República Txeca \| Lleyton Hewitt Jiri Vesely \| 3 6 \| 7 6¹ \| 4 6 \| \| \| 2 \| Austràlia · República Txeca \| Jarmila Wolfe Karolina Pliskova \| 5 7 \| 3 6 \| \| \| \| 3 \| Austràlia · República Txeca \| Jarmila Wolfe / Lleyton Hewitt Karolina Pliskova / Jiri Vesely \| 2 6 \| 5 7 \| \| \| |                                                                |                                                                |                       |      |     |  |
| |                                                                |                                                                | 1                     | 2    | 3   |  |
| 1 | Austràlia · República Txeca                                    | Lleyton Hewitt Jiri Vesely                                     | 3 6                   | 7 6¹ | 4 6 |  |
| 2 | Austràlia · República Txeca                                    | Jarmila Wolfe Karolina Pliskova                                | 5 7                   | 3 6  |     |  |
| 3 | Austràlia · República Txeca                                    | Jarmila Wolfe / Lleyton Hewitt Karolina Pliskova / Jiri Vesely | 2 6                   | 5 7  |     |  |

#### Ucraïna vs. Estats Units
| · Ucraïna · 2 | Perth Arena, Perth, Austràlia 4 de gener de 2016 Dura interior | Perth Arena, Perth, Austràlia 4 de gener de 2016 Dura interior | · Estats Units · 1 |     |   |  |
| \| \| \| \| 1 \| 2 \| 3 \| \| \| - \| ---------------------- \| -------------------------------------------------------------- \| --- \| --- \| - \| \| \| 1 \| Ucraïna · Estats Units \| Elina Svitolina Vicky Duval \| 6 4 \| 6 1 \| \| \| \| 2 \| Ucraïna · Estats Units \| Aleksandr Dolgopòlov Jack Sock \| 6 4 \| 6 2 \| \| \| \| 3 \| Ucraïna · Estats Units \| Elina Svitolina / Aleksandr Dolgopòlov Vicky Duval / Jack Sock \| 2 6 \| 3 6 \| \| \| |                                                                |                                                                |                    |     |   |  |
| |                                                                |                                                                | 1                  | 2   | 3 |  |
| 1 | Ucraïna · Estats Units                                         | Elina Svitolina Vicky Duval                                    | 6 4                | 6 1 |   |  |
| 2 | Ucraïna · Estats Units                                         | Aleksandr Dolgopòlov Jack Sock                                 | 6 4                | 6 2 |   |  |
| 3 | Ucraïna · Estats Units                                         | Elina Svitolina / Aleksandr Dolgopòlov Vicky Duval / Jack Sock | 2 6                | 3 6 |   |  |

- Vicky Duval va substituir Serena Williams en aquest enfrontament per una lesió.

#### República Txeca vs. Ucraïna
| · República Txeca · 1 | Perth Arena, Perth, Austràlia 5 de gener de 2016 Dura interior | Perth Arena, Perth, Austràlia 5 de gener de 2016 Dura interior         | · Ucraïna · 2 |      |   |  |
| \| \| \| \| 1 \| 2 \| 3 \| \| \| - \| ------------------------- \| ---------------------------------------------------------------------- \| --- \| ---- \| - \| \| \| 1 \| República Txeca · Ucraïna \| Karolina Pliskova Elina Svitolina \| 5 7 \| 2 6 \| \| \| \| 2 \| República Txeca · Ucraïna \| Jiri Vesely Aleksandr Dolgopòlov \| 5 7 \| 63 7 \| \| \| \| 3 \| República Txeca · Ucraïna \| Karolina Pliskova / Jiri Vesely Elina Svitolina / Aleksandr Dolgopòlov \| 6 3 \| 6 1 \| \| \| |                                                                |                                                                        |               |      |   |  |
| |                                                                |                                                                        | 1             | 2    | 3 |  |
| 1 | República Txeca · Ucraïna                                      | Karolina Pliskova Elina Svitolina                                      | 5 7           | 2 6  |   |  |
| 2 | República Txeca · Ucraïna                                      | Jiri Vesely Aleksandr Dolgopòlov                                       | 5 7           | 63 7 |   |  |
| 3 | República Txeca · Ucraïna                                      | Karolina Pliskova / Jiri Vesely Elina Svitolina / Aleksandr Dolgopòlov | 6 3           | 6 1  |   |  |

#### Austràlia (or) vs. Estats Units
| · Austràlia · 3 | Perth Arena, Perth, Austràlia 5 de gener de 2016 Dura interior | Perth Arena, Perth, Austràlia 5 de gener de 2016 Dura interior | · Estats Units · 0 |     |   |          |
| \| \| \| \| 1 \| 2 \| 3 \| \| \| - \| ------------------------ \| ------------------------------------------------------ \| ---- \| --- \| - \| -------- \| \| 1 \| Austràlia · Estats Units \| Jarmila Wolfe Serena Williams \| 7 5 \| 2 1 \| \| retirada \| \| 2 \| Austràlia · Estats Units \| Lleyton Hewitt Jack Sock \| 7 5 \| 6 4 \| \| \| \| 3 \| Austràlia · Estats Units \| Jarmila Wolfe / Lleyton Hewitt Vicky Duval / Jack Sock \| 7 64 \| 6 1 \| \| \| |                                                                |                                                                |                    |     |   |          |
| |                                                                |                                                                | 1                  | 2   | 3 |          |
| 1 | Austràlia · Estats Units                                       | Jarmila Wolfe Serena Williams                                  | 7 5                | 2 1 |   | retirada |
| 2 | Austràlia · Estats Units                                       | Lleyton Hewitt Jack Sock                                       | 7 5                | 6 4 |   |          |
| 3 | Austràlia · Estats Units                                       | Jarmila Wolfe / Lleyton Hewitt Vicky Duval / Jack Sock         | 7 64               | 6 1 |   |          |

- Serena Williams va començar l'enfrontament però es va retirar durant el partit per una lesió, i novament fou substituïda per Vicky Duval.

#### Austràlia (or) vs. Ucraïna
| · Austràlia · 1 | Perth Arena, Perth, Austràlia 7 de gener de 2016 Dura interior | Perth Arena, Perth, Austràlia 7 de gener de 2016 Dura interior        | · Ucraïna · 2 |     |          |  |
| \| \| \| \| 1 \| 2 \| 3 \| \| \| - \| ------------------- \| --------------------------------------------------------------------- \| --- \| --- \| -------- \| \| \| 1 \| Austràlia · Ucraïna \| Jarmila Wolfe Elina Svitolina \| 3 6 \| 3 6 \| \| \| \| 2 \| Austràlia · Ucraïna \| Lleyton Hewitt Aleksandr Dolgopòlov \| 6 4 \| 3 6 \| 4 6 \| \| \| 3 \| Austràlia · Ucraïna \| Jarmila Wolfe / Lleyton Hewitt Elina Svitolina / Aleksandr Dolgopòlov \| 3 6 \| 7 5 \| [10] [5] \| \| |                                                                |                                                                       |               |     |          |  |
| |                                                                |                                                                       | 1             | 2   | 3        |  |
| 1 | Austràlia · Ucraïna                                            | Jarmila Wolfe Elina Svitolina                                         | 3 6           | 3 6 |          |  |
| 2 | Austràlia · Ucraïna                                            | Lleyton Hewitt Aleksandr Dolgopòlov                                   | 6 4           | 3 6 | 4 6      |  |
| 3 | Austràlia · Ucraïna                                            | Jarmila Wolfe / Lleyton Hewitt Elina Svitolina / Aleksandr Dolgopòlov | 3 6           | 7 5 | [10] [5] |  |

#### República Txeca vs. Estats Units
| · República Txeca · 1 | Perth Arena, Perth, Austràlia 7 de gener de 2016 Dura interior | Perth Arena, Perth, Austràlia 7 de gener de 2016 Dura interior | · Estats Units · 2 |     |          |  |
| \| \| \| \| 1 \| 2 \| 3 \| \| \| - \| ------------------------------ \| ------------------------------------------------------- \| ---- \| --- \| -------- \| \| \| 1 \| República Txeca · Estats Units \| Jiri Vesely Jack Sock \| 6 4 \| 2 6 \| 63 7 \| \| \| 2 \| República Txeca · Estats Units \| Karolina Pliskova Vicky Duval \| 4 6 \| 6 1 \| 6 4 \| \| \| 3 \| República Txeca · Estats Units \| Karolina Pliskova / Jiri Vesely Vicky Duval / Jack Sock \| 6⁵ 7 \| 6 4 \| [7] [10] \| \| |                                                                |                                                                |                    |     |          |  |
| |                                                                |                                                                | 1                  | 2   | 3        |  |
| 1 | República Txeca · Estats Units                                 | Jiri Vesely Jack Sock                                          | 6 4                | 2 6 | 63 7     |  |
| 2 | República Txeca · Estats Units                                 | Karolina Pliskova Vicky Duval                                  | 4 6                | 6 1 | 6 4      |  |
| 3 | República Txeca · Estats Units                                 | Karolina Pliskova / Jiri Vesely Vicky Duval / Jack Sock        | 6⁵ 7               | 6 4 | [7] [10] |  |

## Grup B

### Classificació
| Pos. | País             | V | D | Partits | Sets   | Jocs      |
| ---- | ---------------- | - | - | ------- | ------ | --------- |
| 1    | Austràlia (verd) | 3 | 0 | 7 − 2   | 14 − 8 | 128 − 111 |
| 2    | Regne Unit       | 2 | 1 | 6 − 3   | 14 − 8 | 123 − 111 |
| 3    | Alemanya         | 1 | 2 | 2 − 7   | 6 − 15 | 90 − 115  |
| 4    | França           | 0 | 3 | 3 − 6   | 9 − 12 | 107 − 119 |

### Partits

#### Austràlia (verd) vs. Alemanya
| · Austràlia · 3 | Perth Arena, Perth, Austràlia 3 de gener de 2016 Dura interior | Perth Arena, Perth, Austràlia 3 de gener de 2016 Dura interior   | · Alemanya · 0 |     |          |  |
| \| \| \| \| 1 \| 2 \| 3 \| \| \| - \| -------------------- \| ---------------------------------------------------------------- \| --- \| --- \| -------- \| \| \| 1 \| Austràlia · Alemanya \| Daria Gavrilova Sabine Lisicki \| 6 2 \| 6 2 \| \| \| \| 2 \| Austràlia · Alemanya \| Nick Kyrgios Alexander Zverev \| 4 6 \| 6 1 \| 6 4 \| \| \| 3 \| Austràlia · Alemanya \| Daria Gavrilova / Nick Kyrgios Sabine Lisicki / Alexander Zverev \| 6 3 \| 4 6 \| [10] [7] \| \| |                                                                |                                                                  |                |     |          |  |
| |                                                                |                                                                  | 1              | 2   | 3        |  |
| 1 | Austràlia · Alemanya                                           | Daria Gavrilova Sabine Lisicki                                   | 6 2            | 6 2 |          |  |
| 2 | Austràlia · Alemanya                                           | Nick Kyrgios Alexander Zverev                                    | 4 6            | 6 1 | 6 4      |  |
| 3 | Austràlia · Alemanya                                           | Daria Gavrilova / Nick Kyrgios Sabine Lisicki / Alexander Zverev | 6 3            | 4 6 | [10] [7] |  |

#### Regne Unit vs. França
| · Regne Unit · 2 | Perth Arena, Perth, Austràlia 4 de gener de 2016 Dura interior | Perth Arena, Perth, Austràlia 4 de gener de 2016 Dura interior   | · França · 1 |     |          |  |
| \| \| \| \| 1 \| 2 \| 3 \| \| \| - \| ------------------- \| ---------------------------------------------------------------- \| --- \| --- \| -------- \| \| \| 1 \| Regne Unit · França \| Andy Murray Kenny De Schepper \| 6 2 \| 6 2 \| \| \| \| 2 \| Regne Unit · França \| Heather Watson Caroline Garcia \| 3 6 \| 7 5 \| 3 6 \| \| \| 3 \| Regne Unit · França \| Heather Watson / Andy Murray Caroline Garcia / Kenny De Schepper \| 6 2 \| 5 7 \| [10] [6] \| \| |                                                                |                                                                  |              |     |          |  |
| |                                                                |                                                                  | 1            | 2   | 3        |  |
| 1 | Regne Unit · França                                            | Andy Murray Kenny De Schepper                                    | 6 2          | 6 2 |          |  |
| 2 | Regne Unit · França                                            | Heather Watson Caroline Garcia                                   | 3 6          | 7 5 | 3 6      |  |
| 3 | Regne Unit · França                                            | Heather Watson / Andy Murray Caroline Garcia / Kenny De Schepper | 6 2          | 5 7 | [10] [6] |  |

#### França vs. Alemanya
| · França · 1 | Perth Arena, Perth, Austràlia 6 de gener de 2016 Dura interior | Perth Arena, Perth, Austràlia 6 de gener de 2016 Dura interior        | · Alemanya · 2 |      |          |  |
| \| \| \| \| 1 \| 2 \| 3 \| \| \| - \| ----------------- \| --------------------------------------------------------------------- \| --- \| ---- \| -------- \| \| \| 1 \| França · Alemanya \| Caroline Garcia Sabine Lisicki \| 6 2 \| 7 6⁵ \| \| \| \| 2 \| França · Alemanya \| Kenny De Schepper Alexander Zverev \| 2 6 \| 2 6 \| \| \| \| 3 \| França · Alemanya \| Caroline Garcia / Kenny De Schepper Sabine Lisicki / Alexander Zverev \| 4 6 \| 7 6⁶ \| [6] [10] \| \| |                                                                |                                                                       |                |      |          |  |
| |                                                                |                                                                       | 1              | 2    | 3        |  |
| 1 | França · Alemanya                                              | Caroline Garcia Sabine Lisicki                                        | 6 2            | 7 6⁵ |          |  |
| 2 | França · Alemanya                                              | Kenny De Schepper Alexander Zverev                                    | 2 6            | 2 6  |          |  |
| 3 | França · Alemanya                                              | Caroline Garcia / Kenny De Schepper Sabine Lisicki / Alexander Zverev | 4 6            | 7 6⁶ | [6] [10] |  |

#### Austràlia (verd) vs. Regne Unit
| · Austràlia · 2 | Perth Arena, Perth, Austràlia 6 de gener de 2016 Dura interior | Perth Arena, Perth, Austràlia 6 de gener de 2016 Dura interior | · Regne Unit · 1 |      |          |  |
| \| \| \| \| 1 \| 2 \| 3 \| \| \| - \| ---------------------- \| ----------------------------------------------------------- \| ---- \| ---- \| -------- \| \| \| 1 \| Austràlia · Regne Unit \| Nick Kyrgios Andy Murray \| 6 4 \| 7 6⁵ \| \| \| \| 2 \| Austràlia · Regne Unit \| Daria Gavrilova Heather Watson \| 7 6² \| 2 6 \| 5 7 \| \| \| 3 \| Austràlia · Regne Unit \| Daria Gavrilova / Nick Kyrgios Heather Watson / Andy Murray \| 6 2 \| 60 7 \| [11] [9] \| \| |                                                                |                                                                |                  |      |          |  |
| |                                                                |                                                                | 1                | 2    | 3        |  |
| 1 | Austràlia · Regne Unit                                         | Nick Kyrgios Andy Murray                                       | 6 4              | 7 6⁵ |          |  |
| 2 | Austràlia · Regne Unit                                         | Daria Gavrilova Heather Watson                                 | 7 6²             | 2 6  | 5 7      |  |
| 3 | Austràlia · Regne Unit                                         | Daria Gavrilova / Nick Kyrgios Heather Watson / Andy Murray    | 6 2              | 60 7 | [11] [9] |  |

#### Regne Unit vs. Alemanya
| · Regne Unit · 3 | Perth Arena, Perth, Austràlia 8 de gener de 2016 Dura interior | Perth Arena, Perth, Austràlia 8 de gener de 2016 Dura interior | · Alemanya · 0 |     |   |  |
| \| \| \| \| 1 \| 2 \| 3 \| \| \| - \| --------------------- \| -------------------------------------------------------------- \| --- \| --- \| - \| \| \| 1 \| Regne Unit · Alemanya \| Heather Watson Sabine Lisicki \| 6 3 \| 6 4 \| \| \| \| 2 \| Regne Unit · Alemanya \| Andy Murray Alexander Zverev \| 6 3 \| 6 4 \| \| \| \| 3 \| Regne Unit · Alemanya \| Heather Watson / Andy Murray Sabine Lisicki / Alexander Zverev \| 6 3 \| 6 4 \| \| \| |                                                                |                                                                |                |     |   |  |
| |                                                                |                                                                | 1              | 2   | 3 |  |
| 1 | Regne Unit · Alemanya                                          | Heather Watson Sabine Lisicki                                  | 6 3            | 6 4 |   |  |
| 2 | Regne Unit · Alemanya                                          | Andy Murray Alexander Zverev                                   | 6 3            | 6 4 |   |  |
| 3 | Regne Unit · Alemanya                                          | Heather Watson / Andy Murray Sabine Lisicki / Alexander Zverev | 6 3            | 6 4 |   |  |

#### Austràlia (verd) vs. França
| · Austràlia · 2 | Perth Arena, Perth, Austràlia 8 de gener de 2016 Dura interior | Perth Arena, Perth, Austràlia 8 de gener de 2016 Dura interior     | · França · 1 |     |          |  |
| \| \| \| \| 1 \| 2 \| 3 \| \| \| - \| ------------------ \| ------------------------------------------------------------------ \| --- \| --- \| -------- \| \| \| 1 \| Austràlia · França \| Nick Kyrgios Kenny De Schepper \| 6 4 \| 6 4 \| \| \| \| 2 \| Austràlia · França \| Daria Gavrilova Caroline Garcia \| 4 6 \| 67 \| \| \| \| 3 \| Austràlia · França \| Daria Gavrilova / Nick Kyrgios Caroline Garcia / Kenny De Schepper \| 6 4 \| 2 6 \| [11] [9] \| \| |                                                                |                                                                    |              |     |          |  |
| |                                                                |                                                                    | 1            | 2   | 3        |  |
| 1 | Austràlia · França                                             | Nick Kyrgios Kenny De Schepper                                     | 6 4          | 6 4 |          |  |
| 2 | Austràlia · França                                             | Daria Gavrilova Caroline Garcia                                    | 4 6          | 67  |          |  |
| 3 | Austràlia · França                                             | Daria Gavrilova / Nick Kyrgios Caroline Garcia / Kenny De Schepper | 6 4          | 2 6 | [11] [9] |  |

## Final
| · Austràlia · 2 | Perth Arena, Perth 9 de gener de 2016 Dura interior | Perth Arena, Perth 9 de gener de 2016 Dura interior                   | · Ucraïna · 0 |      |   |             |
| \| \| \| \| 1 \| 2 \| 3 \| \| \| - \| ------------------- \| --------------------------------------------------------------------- \| --- \| ---- \| - \| ----------- \| \| 1 \| Austràlia · Ucraïna \| Daria Gavrilova Elina Svitolina \| 6 4 \| 7 6⁶ \| \| \| \| 2 \| Austràlia · Ucraïna \| Nick Kyrgios Aleksandr Dolgopòlov \| 6 3 \| 6 4 \| \| \| \| 3 \| Austràlia · Ucraïna \| Daria Gavrilova / Nick Kyrgios Elina Svitolina / Aleksandr Dolgopòlov \| \| \| \| no disputat \| |                                                     |                                                                       |               |      |   |             |
| |                                                     |                                                                       | 1             | 2    | 3 |             |
| 1 | Austràlia · Ucraïna                                 | Daria Gavrilova Elina Svitolina                                       | 6 4           | 7 6⁶ |   |             |
| 2 | Austràlia · Ucraïna                                 | Nick Kyrgios Aleksandr Dolgopòlov                                     | 6 3           | 6 4  |   |             |
| 3 | Austràlia · Ucraïna                                 | Daria Gavrilova / Nick Kyrgios Elina Svitolina / Aleksandr Dolgopòlov |               |      |   | no disputat |